# Dominik Freiberger
Dominik Freiberger (* 6. Dezember 1977) ist ein deutscher Schauspieler, Hörfunkmoderator, Hörspiel- und Synchronsprecher.

## Leben und Karriere
Freiberger begann ein Studium der Wirtschaftswissenschaften, bevor ihn der Schauspieldirektor Michael Gruner zum Dortmunder Theater holte. Dort erhielt Dominik Freiberger unter Gruners Anleitung eine dreijährige Elevenausbildung. Die Kammerschauspielerin Ines Burkhardt, die selbst als Dozentin an der renommierten Folkwang Universität der Künste in Essen arbeitete, gab ihm weitere Führung. Nach seiner Ausbildung wurde ihm ein Engagement angeboten und so spielte Freiberger bis zum Sommer 2007 im Ensemble des Dortmunder Theaters.
Ferner hat er sich in den letzten Jahren auch als Synchronsprecher einen Namen gemacht. So synchronisierte er unter anderem in der von 2013 bis 2017 von John Fawcett produzierten kanadisch-US-amerikanischen Science-Fiction-Serie Orphan Black in 48 Episoden die Rolle des Donnie Hendrix, verkörpert von dem kanadischen Schauspieler Kristian Bruun.
Neben seinem Engagement als Synchronsprecher in Film und Fernsehen ist Freiberger auch als Sprecher für Hörspiele und Hörbücher tätig. Darüber hinaus arbeitet er auch als Moderator für den Hörfunksender WDR 4.

## Synchronrollen (Auswahl)

### Kino
- 2011: Für Jeremy London in Hollywood Reality als Jean Luc Marceau
- 2011: Für James Gracie in Women in Love – Liebende Frauen als Alexander Roddice
- 2012: Für Pancho Moler in Die Beilight Saga – Bis(s) einer heult als Little Edward
- 2014: Für John Hensley in Mall – Wrong Time, Wrong Place als Lenny
- 2016: Für Pablo Espinosa in Ozzy – Ein Held auf vier Pfoten als Mike

### Fernsehen
- 2012: Für Robert Gilbert in Sindbad als Tazeem
- 2013: Für David Sturzaker in Da Vinci’s Demons als Bernardo Baroncelli
- 2013: Für Mark Sumner in Da Vinci’s Demons als Conti
- 2013–2017: Für Kristian Bruun in Orphan Black als Donnie Hendrix
- 2018: Für Akinori Egoshi in Overlord 3 als Cona

## Hörspiele (Auswahl)
- 2012: Philip K. Dick: Die drei Stigmata des Palmer Eldritch (2 Teile) (UN-Beamter/Wachmann) – Regie: Robert Steudtner (Hörspielbearbeitung – WDR)
- 2012: Jean-Claude Lalumière: Die russische Front (Kollege 3) – Regie: Jörg Schlüter (Hörspielbearbeitung – WDR)
- 2013: Joey Goebel: Freaks (Moderator) – Regie: Robert Steudtner (Hörspielbearbeitung – WDR/Joey Goebel (Auftragsproduktion))
- 2013: Anonym: Als das Wünschen noch geholfen hat ... Tausendundein Märchen im WDR. Märchenmarathon (5 Episoden) – Regie: Uwe Schareck, Uta Reitz (Hörspielbearbeitung, Kinderhörspiel, Kurzhörspiel – WDR)
- 2014/15: Martin Ebbertz: Als das Wünschen noch geholfen hat ...: (2 Episoden) – Regie: Uwe Schareck (Hörspielbearbeitung, Kurzhörspiel – WDR)
- 2014/15: Anonym: Als das Wünschen noch geholfen hat ... 1001 Märchen an Feiertagen. Märchenmarathon (3 Episoden) – Regie: Uwe Schareck (Hörspielbearbeitung, Kurzhörspiel – WDR)
- 2015: Gerhard Rühm: Hugo Wolf und drei Grazien, letzter Akt (Sprecher der Einführung) – Komposition und Regie: Gerhard Rühm (Ars acustica – WDR/HR)
- 2015: Anonym, Brüder Grimm: Als das Wünschen noch geholfen hat ...: Der faule Hans – Regie: Uwe Schareck (Hörspielbearbeitung, Kurzhörspiel – WDR)
- 2016: Heiko Behr: BetaVille (Nachrichtenstimme) – Regie: Thomas Leutzbach (Original-Hörspiel – WDR)
- 2016: Anonym: Als das Wünschen noch geholfen hat ...: Fiedewitt. Märchen aus Norddeutschland – Regie: Uwe Schareck, Uta Reitz (Hörspielbearbeitung, Kurzhörspiel – WDR)
- 2016: Hans Christian Andersen: Als das Wünschen noch geholfen hat ... Tausendundein Märchen im WDR: Tölpelhans – Regie: Uta Reitz, Uwe Schareck (Hörspielbearbeitung, Kurzhörspiel – WDR)
- 2018: François Pérache, Sabine Zovighian: Der Apfel fällt nicht weit vom Krieg (4 Teile) – Übersetzung, Bearbeitung und Regie: Annika Erichsen (Originalhörspiel – WDR)
- 2018/19: Anonym: Als das Wünschen noch geholfen hat ... Märchenmarathon (4 Episoden) – Regie: Uta Reitz (3); Uwe Schareck (2) (Hörspielbearbeitung – WDR)
- 2019: Wilhelm Hauff: Als das Wünschen noch geholfen hat ... Märchenmarathon: Der kleine Muck - Regie: Uwe Schareck, Uta Reitz (Hörspielbearbeitung, Kurzhörspiel – WDR)